# Инвенции и синфонии
„Инвенции и синфонии“ (на немски Inventionen und Sinfonien) е сборник с клавирни произведения на композитора Йохан Себастиян Бах (BWV 772-801), съдържащ двугласни и тригласни пиеси с полифоничен характер.
Написани са с учебна цел. В предговора си към тях, Бах пише: „Истинско ръководство, където любителите на клавира и желаещите да го усвоят, могат да намерят ясен метод не само да се научат да свирят на два гласа, но при правилно учение и по-нататъшен прогрес да усвоят и тригласа, при това не само да се запознаят с тях, но и прилично да ги разработват, а най-вече да добият изискан маниер и предразположение към съчинителство“. И днес сборникът е в основата на обучението по пиано. В същото време сами по себе си пиесите са на такова художествено ниво, че нерядко се изпълняват концертно, създават се техни звукозаписи.
- Уточнение относно термина „синфония“

По принцип в немския език думата „симфония“ спазва старогръцкото изписване - „Sinfonie“. (старогръцкото σιν - „заедно“ в латинския преминава в sim). За да се избегне смесването на двата термина, в повечето европейски езици, вкл. в българския, се запазва изписването с буквата N/Н, тъй като става дума за две отделни неща.